# Blanzat
Blanzat is een gemeente in het Franse departement Puy-de-Dôme (regio Auvergne-Rhône-Alpes). De plaats maakt deel uit van het arrondissement Clermont-Ferrand en van het gemeentelijk samenwerkingsverband Clermont Auvergne Métropole. Blanzat telde op 1 januari 2022 3.729 inwoners.

## Geografie
De oppervlakte van Blanzat bedroeg op 1 januari 2022 6,96 vierkante kilometer; de bevolkingsdichtheid was toen 535,8 inwoners per km².

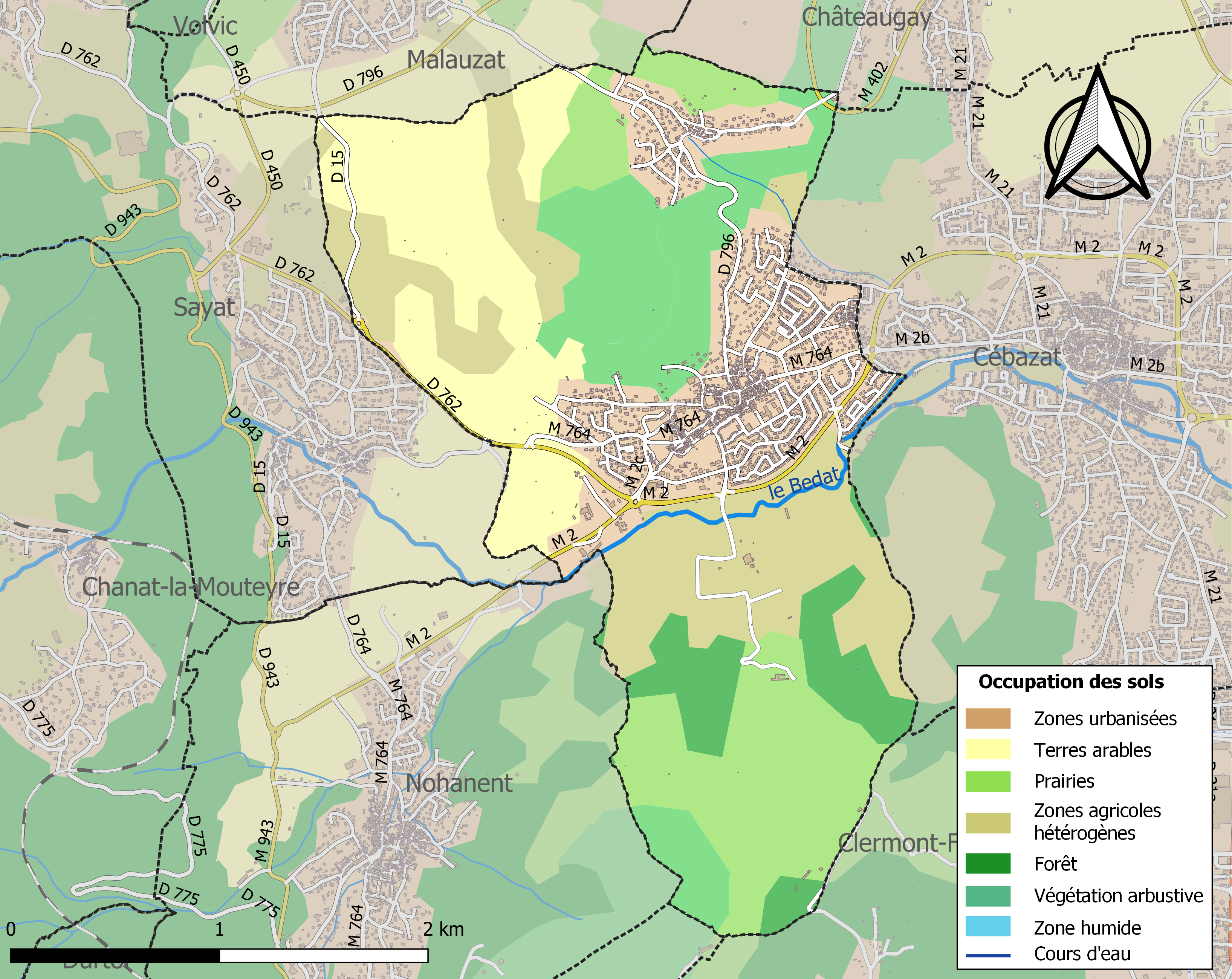
Kaart van de gemeente met belangrijkste infrastructuur, bodemgebruik en omliggende gemeenten

## Demografie
Onderstaande figuur toont het verloop van het inwonertal (bron: INSEE-tellingen).